# 5087 Emelʹyanov
5087 Emelʹyanov è un asteroide della fascia principale. Scoperto nel 1978, presenta un'orbita caratterizzata da un semiasse maggiore pari a 2,7451351 UA e da un'eccentricità di 0,0074802, inclinata di 4,89811° rispetto all'eclittica.